# Nadleśnictwo Płońsk
Nadleśnictwo Płońsk – jednostka organizacyjna Lasów Państwowych podległa Regionalnej Dyrekcji Lasów Państwowych w Warszawie. Siedziba nadleśnictwa znajduje się w Szerominku, w powiecie płońskim, w województwie mazowieckim.
Nadleśnictwo obejmuje część powiatów płońskiego, ciechanowskiego, nowodworskiego i pułtuskiego.

## Historia
Nadleśnictwo Płońsk powstało w 1945 i objęło głównie znacjonalizowane przez komunistów lasy prywatne oraz w mniejszej części przedwojenne lasy skarbowe i komunalne. Przejęte lasy były zdewastowane w wyniku rabunkowej gospodarki prowadzonej w czasie II wojny światowej przez Niemców.

## Ochrona przyrody
Na terenie nadleśnictwa znajduje się dwa rezerwaty przyrody:
- Dziektarzewo
- Noskowo.

## Drzewostany
Powierzchnia Nadleśnictwa wynosi 10 917,69 ha.
Typy siedliskowe lasów nadleśnictwa (z ich powierzchniowym udziałem procentowym):
- las mieszany świeży 32,99%
- bór mieszany świeży 22,73%
- bór świeży 12,93%
- las świeży 12,62%
- las wilgotny 7,27%
- ols jesionowy 5,28%
- las mieszany wilgotny 3,23%
- bór mieszany wilgotny 1,14%
- ols 1,06%
- bór suchy 0,41%
- las łęgowy 0,33%
- las mieszany bagienny 0,01%

Gatunki lasotwórcze lasów nadleśnictwa (z ich udziałem procentowym):
- sosna 56%
- dąb 15%
- brzoza, klon, jawor, wiąz, jesion 10%
- olsza 9%
- świerk 3%
- modrzew 2%
- inne 5%

Przeciętna zasobność drzewostanów nadleśnictwa wynosi >235 m³/ha, a średni wiek 57 lat.